# آيت سغروشن
آيت سغروشن هو اسم جامع لمجموعة قبلية متفرقة في المغرب، وتشمل قبائل سغروشنية، وأفخاذ وقرى سغروشنية منضوية تحت قبائل أخرى. تتواجد آيت سغروشن في مناطق مختلفة من جبال الأطلس المتوسط، يتحدثون بأمازيغية الأطلس المتوسط الشرقي، ويقولون بانتمائهم إلى الشرفاء الأدارسة.

## الهوامش
1. ↑  الفخذ، قسم فرعي من القبيلة.